# MD Helicopters MH-6 Little Bird
El MH-6 Little Bird (pajarito, en español), conocido también como "El huevo asesino" y su variante de ataque, el AH-6, son helicópteros monomotor usados para operaciones aéreas especiales por el Ejército de los Estados Unidos y usado normalmente por los Night Stalkers. Basado en una versión modificada del OH-6A, estaba posteriormente basado en el MD 500E, con un solo rotor principal de cinco palas. La versión más nueva, el MH-6M, está basada en el MD 530F y tiene un rotor principal de seis palas y rotor de cola de cuatro palas.

## Desarrollo

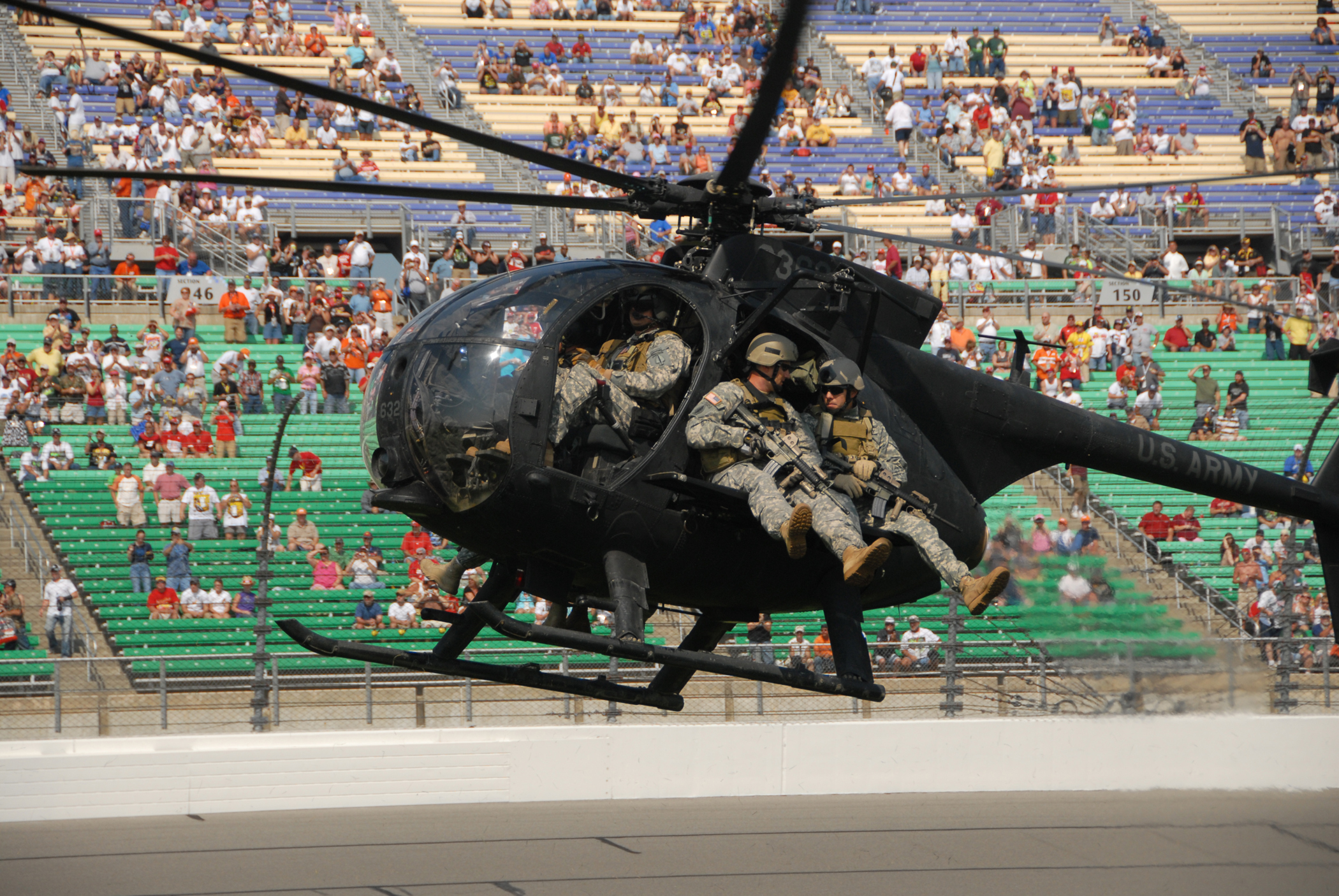
MH-6 Little Bird del 160.º Regimiento de Aviación de Operaciones Especiales transportando un equipo de Rangers durante una demostración.

El desarrollo del A/MH-6 se inició en 1960, cuando el Ejército estadounidense publicó la Especificación Técnica 153 para Helicópteros de Observación Ligero (LOH) que pudieran realizar transporte de personal, misiones de escolta y ataque, evacuación de herido y observación. Veinte compañías tomaron parte en la competencia, donde la división aeronáutica de Hughes Tool Company (la actual Hughes Aircraft) presentó el Modelo 369. Dos diseños, presentados por las compañías Fairchild-Hiller y Bell Aircraft, fueron seleccionados como finalistas por el jurado del concurso de diseño del Ejército y la Marina de Estados Unidos, pero el Ejército más tarde incluyó el helicóptero de Hughes también.
El primer prototipo del Modelo 369 voló el 27 de febrero de 1963. Originalmente denominado YHO-6A bajo el sistema de denominaciones del Ejército, la aeronave fue redesignada como YOH-6A según el sistema conjunto de denominaciones elaborado por el Departamento de Defensa en 1962. fueron construidos 5 prototipos, adaptados con un motor Allison T63-A-5A de 188 kW y enviado al Ejército en Fort Rucker, Alabama para competir contra los otros 10 prototipos de Bell y Fairchild-Hiller. Finalmente, Hughes ganó la competencia y el Ejército otorgó un contrato de producción en mayo de 1965. El primer pedido fue 714 aeronaves, pero más tarde fue incrementado a 1300, con opción de comprar otros 114. Setenta helicópteros se construyeron en el primer mes de suscrito el contrato.
Este ágil helicóptero, cuando está desarmado (sin artillería) es equipado con bancas diseñadas para cargar tres comandos a cada lado del cuerpo. También existe una variante artillada, el AH-6. Pintado de negro para operaciones nocturnas, esta pequeña aeronave puede realizar infiltraciones y extracciones de fuerzas especiales en aquellas áreas en donde su hermano más grande, el MH-60 Black Hawk, no podría.

## Historia operativa

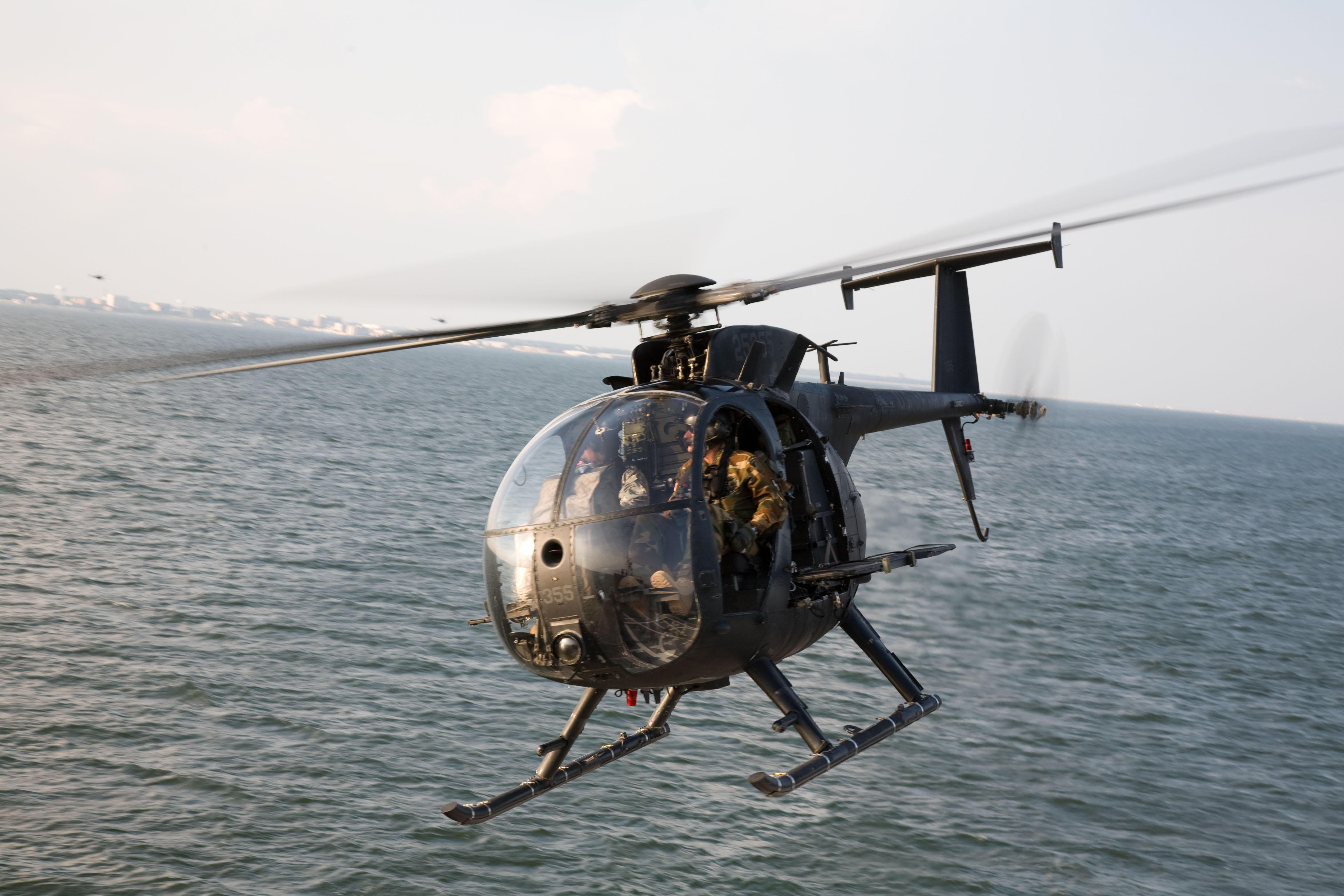
MH-6 Little Bird yendo a aterrizar en una embarcación.

Después del fracaso en abril de 1980 de la Operación Garra de Águila, se determinó que el Ejército estadounidense carecía de aeronaves y equipos que fueran entrenados y dispuestos a realizar misiones de operaciones especiales (se utilizaron pilotos y helicópteros de la Marina Estadounidense). Para remediar este defecto, el Ejército comenzó a desarrollar un grupo de trabajo de aviación especial para prepararse para la siguiente tentativa de rescatar a los rehenes: la Operación Honey Badger.

### Task Force 160
Los arquitectos de la Task Force 160 identificaron la necesidad de un pequeño helicóptero que pudiera aterrizar en las posiciones más restrictivas y que fuera fácilmente transportado por cargueros aéreos de la Fuerza aérea. Ellos eligieron el AH-6A como helicóptero explorador, y se hizo conocido como Little bird (Pajarito), comparado con las otras aronaves en el grupo de trabajo, el UH-60A y el CH-47C. Como una parte separada del proyecto, aparatos AH-6AS artillados, estaban siendo desarrollados en Fort Rucker, Alabama.
Los pilotos seleccionados para volar los helicópteros AH-6A, vinieron del 229º Batallón de Helicópteros de ataque y fueron enviados al Mississippi Army National Guard's Army Aviation Support Facility (AASF) en Gulfport, Misisipi, durante dos semanas para capacitarse en el uso de esta aeronave. Cuando el entrenamiento fue completado, un C-141 transportó el avión y los equipos a Fort Huachuca, Arizona, durante dos semanas como entrenamiento de misión. La misión de entrenamiento consistió en cargar un avión de transporte C-130 que los transportaría entonces para quedar como grupos de avanzada a distancias no menores de 1000 millas marinas (1900 kilómetros). Los AH-6 de Fort Rucker se afiliaron al programa de formación a fines de 1980.
La Operación Honey Badger fue cancelada luego de que los rehenes fuesen liberados el 20 de enero de 1981 y, por un corto tiempo, parecía que la fuerza de trabajo sería desbandada y el personal devuelto a sus antiguas unidades. Sin embargo, el ejército decidió que sería más prudente mantener a la unidad. El grupo de trabajo, que había sido designado Task Force 158, fue pronto reformado en el 160.º Regimiento de Aviación de Operaciones Especiales. Los helicópteros OH-6A usados para transportar personal se convirtieron en los MH-6 de la compañía de asalto ligera y los OH-6As artillados se convirtieron en los AH-6 de la compañía de ataque ligero.
En el 1 de octubre de 1986, para ayudar a completar la demanda de apoyo, el 1-245° Batallón de Aviación de la guardia nacional de Oklahoma, que tenía 25 AH-6 y 23 UH-1 , fue puesto bajo el control operacional del 160° Regimiento de Aviación.

### Operación Urgent Fury
Véase también Invasión de Granada
Los OH-6s del 160° SOAR fueron los primeros en ver acción en Granada durante la operación Urgent Fury. A/MH-6 Little Birds fueron usados durante la invasión de Granada de 1983 para evacuar bajas a las cubiertas de los barcos de la Marina. La existencia de la unidad se volvió muy conocida después de octubre de 1983, ya que helicópteros OH-6s fueron vistos apoyando operaciones especiales durante esta operación. El departamento de defensa y el ejército de Estados Unidos negaron que A/MH-6s hayan sido usados durante la operación a pesar de que videos de aficionados se pusieran en público mostrando a los helicópteros en acción
Los OH-6s fueron llevados en C-130 de la USAF, dos a la vez, hacia Barbados. De ahí volaron hacia Granada.

### Nicaragua
En 1983, el 160.º Regimiento de Aviación de Operaciones Especiales y sus helicópteros estaban muy comprometidos en apoyar a los contras, una fuerza militar subsidiada por Estados Unidos. Helicópteros Hughes 500D especialmente adaptados y sin marcas identificatorias de la unidad de la CIA Seaspray basados en el fuerte Eustis también cumplieron un rol en este trabajo.
Los MH-6s estaban basados en la Base Aérea Palmerola, Honduras, y volaron misiones dentro de Nicaragua. Los miembros de la unidad vestían ropas civiles, volaban de noche, y fueron instruidos en destruir sus aeronaves si se los obligaba a aterrizar.

### Operación Prime Chance
El 24 de julio de 1987, un buque carguero kuwaití, renombrado Bridgeton y escoltado por barcos de la armada estadounidense, golpearon una mina en el golfo Pérsico. Se volvió aparente que harían falta más que barcos escoltas para cuidar a los navíos mercantes. La milicia de Estados Unidos desplegó a los helicópteros MH-6 y AH-6 del 160° Batallón de Aviación para proveer vigilancia y patrulla en cooperación con otras unidades de operaciones especiales de Estados Unidos en la Operación Prime Chance.
Dos MH-6 y cuatro AH-6 fueron inicialmente desplegados y designados como Destacamento del grupo de Aviación 160. Los MH-6 cargaban sistemas FLIR y un sistema de videocinta que les daba una excelente habilidad para detectar e identificar objetivos, y luego darle instrucciones a los AH-6s artillados . Los helicópteros AH-6 estaban armados con minigun de 7.62 mm y cohetes Hydra 70. Inicialmente, los helicópteros patrullaban en equipos (nombre clave SEABAT) que esperaban que los SH-2 Seasprite de la marina los dirigiesen hacia los objetivos. Luego, para preservar las aeronaves y a la tripulación de la fatiga y el desgaste, los equipos SEABAT permanecían en la cubierta de los barcos hasta que se identificara un objetivo.
A las 10 p. m. del 21 de septiembre de 1987, el capitán del USS Jarrett lanzó un equipo SEABAT (un MH-6 y dos AH-6s) para confirmar reportes de iraníes emplazando minas. El equipo encontró al Iran Ajr, un navío de desembarco anfibio equipado con lanzaminas. El MH-6 confirmó que el Iran Ajr estaba depositando minas, los AH-6s abrieron fuego causando que la tripulación abandonara la nave. El navío fue subsecuentemente abordado y ocupado.
En la tarde del 8 de octubre de 1987, un bote Boghammar y dos botes Boston Whaler de la guardia revolucionaria iraní fueron detectados por un SH-2. El equipo SEABAT fue lanzado y cuando el MH-6 se acercó a investigar, el Boghammar abrió fuego, el primero de una serie de encuentros entre los AH-6s y el MH-6 (recientemente armado con una minigun). El Boghammar lanzó dos misiles Stinger a los helicópteros, pero eventualmente los 3 botes fueron hundidos.
Por el resto de la operación, se decidió que barcazas establecidas como bases navales móviles o (MSB en inglés) facilitarían las operaciones de las fuerzas especiales. El Hercules y el Wimbrown VII fueron prestados para formar estas bases y los equipos SEABAT comenzaron a operar desde allí.
A principios de 1998, se decidió que los helicópteros artillados OH-58D modificados por el ejército, reemplazarían a los equipos SEABAT. El 24 de febrero de 1988, un equipo de dos helicópteros AHIP reemplazaron al equipo SEABAT a bordo del Wimbrown VII, pero en junio de 1998 el equipo SEABAT a bordo del Hercules fue relevado por otro destacamento AHIP.

### Operación Causa Justa
El 17 de diciembre de 1989, 9 MH-6, 11 AH-6G/J y 19 UH/MH-60A fueron transportados por C-5 Galaxy de la USAF al Hangar 3 de la base aérea Howard. Al anochecer, el 19 de diciembre, las aeronaves fueron descargadas para prepararse para la operación Just Cause (Causa Justa). Antes que la fuerza de invasión principal arribara a la capital de Panamá, dos MH-6s apoyados por dos AH-6s aterrizaron en el Aeropuerto Internacional de Tocumen para insertar una baliza y controladores de combate. Otros cuatro AH-6s condujeron ataques de pre-asalto en los cuarteles del ejército de Panamá, cercano al densamente poblado barrio de El Chorrillo. Uno de los AH-6 fue impactado por disparos hechos desde la superficie e hizo un aterrizaje forzoso en el complejo de la comandancia. Los dos pilotos, inmovilizados por fuego de armas ligeras durante 2 horas, eventualmente regresaron con fuerzas aliadas, tomando un soldado panameño como prisionero en el camino.
Otros AH-6s escoltados por algunos MH-6s aterrizaron en una azotea durante la operación de rescate en la Cárcel Modelo, una cárcel adyacente a "la Comandancia". En la Operación Gambit Acid, la aeronave se acerca a la prisión. Bajo el fuego de unos apartamentos cercanos, las "pequeñas aves" aterrizaron en el techo, dejando al equipo de rescate, para elevarse al terminar. A su regreso, el humo denso impedía la localización visual del techo del recinto, donde recibieron fuego pesado desde una celda a 50-60 pies desde el sitio de aterrizaje. El Mayor Richard Bowman, el copiloto, recibió un tiro en el codo, haciéndose cargo de los controles el piloto y aterrizando la nave. La aeronave recogió al equipo de rescate y lo llevó de regreso a la Base Aérea Howard, sin embargo, un MH-6 perdió poder de despegue y se estrelló en una calle aledaña, resultando sus pasajeros con heridas leves. Fueron socorridos por soldados de infantería del Ejército de los Estados Unidos.
Por otra parte, cuatro AH-6s otorgaron fuego de cobertura durante el asalto aéreo al Aeropuerto Rio Hato, apoyado por un MH-60, operado como unidad de avanzada y punto de reabastecimiento. 2 equipos de 9 hombres de la 160º participaron en los asaltos aéreos del Aeropuerto Torrijos-Tucumen y el Aeropuerto de Río Hato, donde llevaron C-141 de la Fuerza Aérea para armar los FARP (Acrónimo de la expresión del Ejército de los Estados Unidos Forward Arming Refueling Point), plataformas con cohetes HEy munición para los minicañones, además de bombas de carga de combustible, mangueras, etc. Pero el FARP liberó el material fuera del alcance, forzando a la "wet wing" ("ala mojada") a reabastecerse de combustible desde el MH-60.
La misión del Río Hato incluía originalmente otros 9 MH-60 y 4 MH-6. Varias horas antes de la hora "H", esas aeronaves y sus tripulaciones fueron enviadas en apoyo a un asalto en Colón Panamá, en un bastión clave del PDF, donde se creía estaban sus líderes. En la hora "H", los helicópteros hicieron un asalto aéreo contra una edificación al costado de la playa, a lo largo de la costa de Colón. Durante esa misión, la 160º sufre sus primeras bajas, al ser derribado un de los AH-6.
Otra fuerza de 8 MH-60s y cuatro MH-6s estaban en la línea de alerta para hacer incursiones en caso de que se requirieran.
Después de estas misiones iniciales, elementos del 160.º proporcionaron apoyo a las fuerzas de operaciones especiales asegurando áreas periféricas, recuperando escondites de armas, y realizando la búsqueda de Elvis – santo y seña con que los hombres del 160.º solían referirse a la búsqueda del general Manuel Noriega. Cuatro MH-60, dos MH-6s, dos AH-6s, y dos MH-47 fueron movilizados en el Fuerte Sherman al norte para operaciones en los alrededores de Colón.
Los del 160.º realizaron numerosas misiones aéreas las dos semanas siguientes, y el 3 de enero de 1990, la mayoría de las fuerzas volvieron a Fort Campbell, Kentucky.

### Operación Gothic Serpent
Artículo principal Batalla de Mogadiscio
Los MH-6 Little Birds fueron parte del asalto inicial sobre el Olympic Hotel en el Mercado de Bakara de Mogadiscio, Somalia. Los MH-6s realizaron los despliegues de Delta Force en las terrazas de los edificios previamente designados.
Después del derribo del MH-60L de nombre clave Super 61, por un RPG-7, un MH-6 Little Bird de nombre clave Star 41, pilotado por Keith Jones y Karl Maier, consiguió aterrizar en la calle al lado del MH-60 derribado e intentando evacuar las bajas. Jones fue a ayudar a los sobrevivientes, lo que logró al abordar dos soldados en el aparato, mientras Maier abrió fuego de contención desde la cabina de la nave con su arma individual. Bajo fuego de tierra intenso, el MH-6 se marchó con su equipo y con los sobrevivientes.
Durante la noche, los artilleros AH-6J proporcionaron fuego de cobertura a los operadores Rangers y Delta Force que estaban en posiciones defensivas alrededor del sitio de accidente del Super 61 y bajo constantes disparos de los milicianos del Señor de la guerra Mohamed Farrah Aidid.

### Operación Libertad Iraquí
Durante la invasión de Irak de 2003, en el marco de la Segunda guerra del Golfo Pérsico y durante la etapa de estabilización llevados a cabo desde dicha fecha, los pilotos del "Little Bird" han tomado parte en numerosas misiones[cita requerida]. Dos AH-6 y dos helicópteros MH-6 formaron parte de un comando especial de operaciones que atacó a la población de Al Qadisiyah en el occidente de Irak.
Los helicópteros AH-6 a su vez participaron en las misiones de apoyo a tierra, en la misión de rescate de la soldado de primera clase Jessica Lynch en abril del 2003.
Los helicópteros MH-6 formaron parte de la Task Force 145, así como el rescate de tres contratistas italianos y un inversionista polaco tomados como rehenes por insurrectos iraquíes en 2004.

### Operación Celestial Balance
En septiembre de 2009, dos AH-6 fueron usados en Somalia como parte de una operación especial, llevada a cabo por unidades SEALs para dar muerte al terrorista Saleh Ali Saleh Nabhan.

## Variantes
Para las variantes OH-6 y TH-6, véase OH-6 Cayuse.
AH-6C
Versión de ataque para unidades de Operaciones especiales. AH-6A modificado para llevar armas y funcionar como aeronave de ataque ligero para el 160.º Regimiento de Aviación de Operaciones Especiales.
EH-6E
Versión de guerra electrónica para Operaciones especiales y como puesto de mando.
MH-6EHelicóptero de ataque mejorado, usado por unidades de Fuerzas Especiales del Ejército de los Estados Unidos, además de helicóptero de transporte y ataque furtivo para unidades Boinas Verdes
AH-6F
Versión de ataque para unidades de Operaciones especiales.
AH-6G
Versión de ataque para unidades de Operaciones especiales.
MH-6H
Versión para unidades de Operaciones especiales.
AH/MH-6J
Versiones mejoradas de ataque y transporte de tropas de operaciones especiales. Helicóptero de ataque ligero actualizado basado en el 530 MG MD y equipado con un motor mejorado, FLIR y aparatos de navegación inercial y/o GPS.
AH/MH-6M
Referido de vez en cuando como Mission Enhanced Little Bird o MELB, es una versión muy modificada del helicóptero comercial MD 530.
A/MH-6X
Un helicóptero AH/MH-6M MELB configurado como un UAV. Este aparato fue construido en la experiencia ganada a través del desarrollo del Unmanned Little Bird (ULB), el cual es un MD 530F modificado para vuelos autónomos como un UAV. Boeing ha anunciado que esta versión es vendida únicamente a otras naciones, no en los Estados Unidos, para uso como helicóptero de ataque de bajo costo. Sin embargo, la empresa antes citada, planea entrar con la aeronave en el programa del ejército estadounidense llamado Explorador Aéreo Armado (Armed Aerial Scout, AAS), creado para reemplazar al OH-58 Kiowa y su programa de servicio Helicóptero armado de reconocimiento (Armed Reconnaissance Helicopter, ARH).

## Especificaciones (MH-6E)
Referencia datos: Data from U.S. Army Aircraft

### Características generales
- Tripulación: 2
- Capacidad: 6 pasajeros
- Longitud: 9,8 m (32,2 ft)
- Diámetro rotor principal: 8,3 m (27,2 ft)
- Altura: 3 m (9,8 ft)
- Peso vacío: 722 kg (1591,3 lb)
- Peso útil: 684 kg (1507,5 lb)
- Peso máximo al despegue: 1406 kg (3098,8 lb)
- Planta motriz: 1× Turboeje Allison T63-A-700.
  - Potencia: 317 kW (437 HP; 431 CV)
- Hélices: Rotor principal de 6 palas y rotor de cola cuatripala
- Longitud del fuselaje: 7.50 m
- Ancho del fuselaje: 1.40 m
- Capacidad de combustible interna: 242 litros

### Rendimiento
- Velocidad máxima operativa (Vno): 282 km/h (175 MPH; 152 kt)
- Velocidad crucero (Vc): 250 km/h (155 MPH; 135 kt)
- Alcance: 430 km (232 nmi; 267 mi) a 5.000 metros
- Techo de vuelo: 5700 m (18 701 ft)
- Régimen de ascenso: 10,5 m/s (2067 ft/min)

### Armamento
- Ametralladoras: 

  - 2 x ametralladoras GAU-19 de 12.7 mm
  - 2 x Minigun M134 de 7.62 mm

- Cañones: 1× cañón automático Hughes M230 de 30 mm
- Puntos de anclaje: 4 para cargar una combinación de:   
  - Cohetes: 

  - 2 x lanzacohetes Hydra 70  en contenedores de 7 tubos LAU-68D/A
  - Misiles: 

  - 2 x AGM-114 Hellfire
  - 2 x FIM-92 Stinger

### Desarrollos relacionados
- Hughes OH-6 Cayuse
- MD Helicopters MD 500
- McDonnell Douglas MD 500 Defender
- Boeing AH-6

### Aeronaves similares
- Bell OH-58 Kiowa
- Bell ARH-70
- PZL SW-4

### Secuencias de designación
- Secuencia H-_ (Helicópteros estadounidenses, redesignación de 1962 usando números antiguos): ← H-3 (SH-3, CH-3/HH-3) - H-4 - H-5 - H-6 (OH-6, AH-6, MH-6)

### Listas relacionadas
- Anexo:Aeronaves de la Fuerza Aérea de los Estados Unidos (históricas y actuales)